# Ohel-Theater

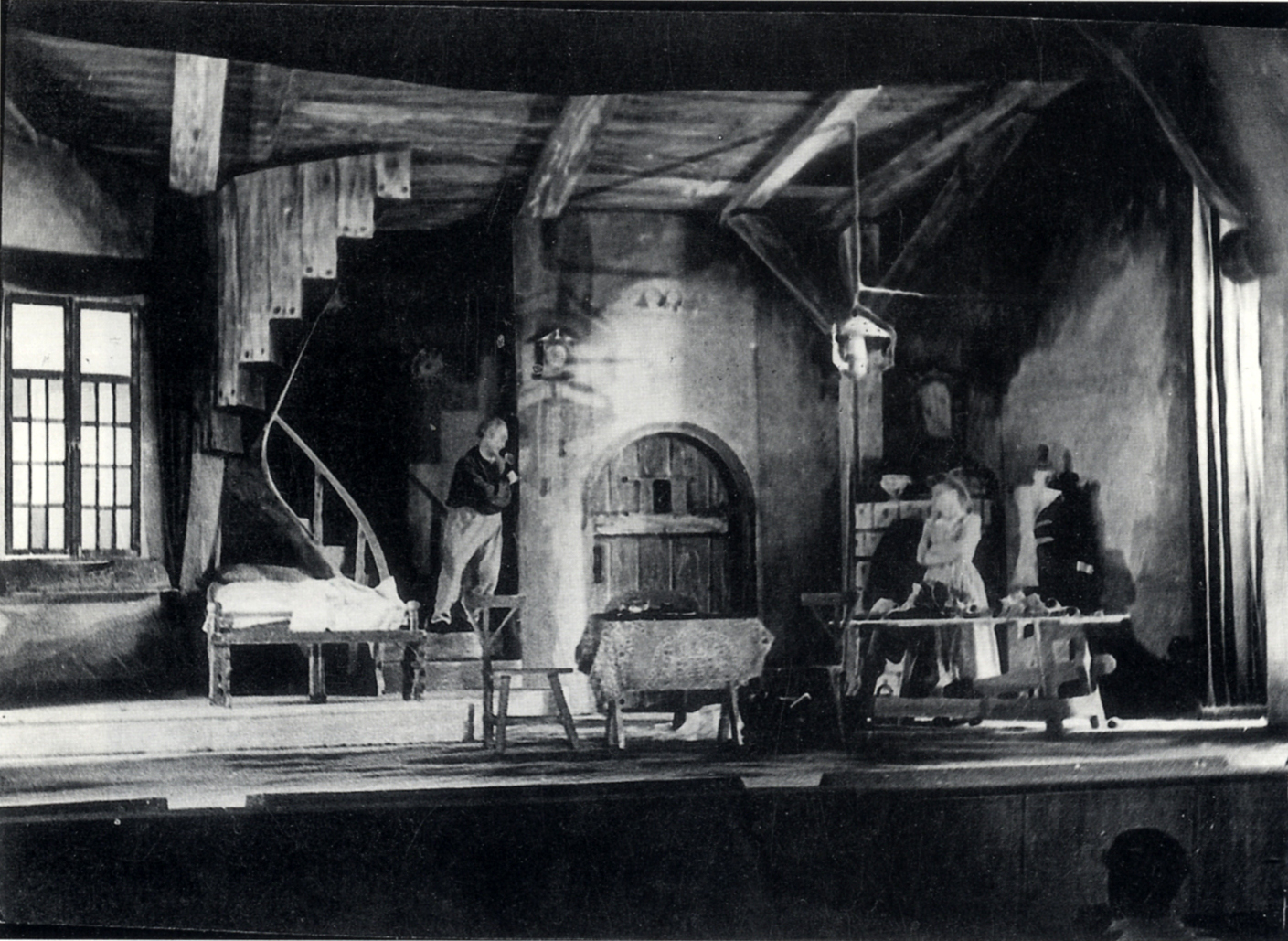
Bühne einer Inszenierung von 1947

Das Ohel-Theater (gegründet 1925 in Tel Aviv, Völkerbundsmandat für Palästina, heute: Israel) war ein israelisches Theater.

## Geschichte
Das Ohel-Theater (Ohel=Zelt) wurde von den sozialistisch denkenden Mitgliedern der jüdischen Gewerkschaft Histadrut gegründet, die ihre Schauspielerei mit Tätigkeiten in der Landwirtschaft oder der Industrie kombinieren wollten. Aus den genannten Gründen wurde das Theater als Genossenschaft organisiert. Gründungsdirektor war Moshe Halevy, der bereits vor dem Ersten Weltkrieg zu den Gründern des jüdischen Theaters Habimah in Moskau gehört hatte. 
Das Theater blieb 1958 das offizielle Theater der Histadrut und wurde danach bis 1969 von Privatleuten weitergeführt. Es konnte langfristig an die Erfolge der früheren Jahre nicht mehr anschließen.

## Aufführungen (Auswahl)
- 1925: Adaption von Kurzgeschichten von Jizchak Leib Perez Peretz' Parties.
- 1927: Dayagim (Fischer), ein sozialistisches Stück über die Ausbeutung der Fischer durch Unternehmer und Händler.
- 1935: Der brave Soldat Schwejk von Jaroslav Hašek.
- 1937: Yoshe Kalb von Israel Joshua Singer.
- 1945: Bar Kochba von Jaroslav Vrchlický.[1]
- 1949: Jan Menucha von Raphael Eliaz.
- 1961 bis 1964: Der Trauschein (Ha-Ketubbah) von Ephraim Kishon.
- 1964: Ammekha von Scholem Alejchem.

## Bühnenbilder und Künstler
Mit dem Theater waren eine große Anzahl israelischer Architekten, Bühnenbildner und Maler verbunden, wie Arieh Elhanani, Samuel Bak, Israel Paldi, Menachem Shemi, Reuven Rubin und Arie Aroch.